# Cryptacanthodes aleutensis
Cryptacanthodes aleutensis är en fiskart som först beskrevs av Gilbert, 1896.  Cryptacanthodes aleutensis ingår i släktet Cryptacanthodes och familjen Cryptacanthodidae. Inga underarter finns listade i Catalogue of Life.